# Свети Безсребреници (Теологос)
„Свети Безсребреници Козма и Дамян“ (на гръцки: Ιερός Ναός Αγίων Αναργύρων) е възрожденска православна църква в село Теологос на остров Тасос, Егейска Македония, Гърция, част от Филипийската, Неаполска и Тасоска епархия на Вселенската патриаршия.

## История
Църквата е била частна, но по-късно е дарена на селото. Ктиторският надпис над горнияпраг на входа има кръст в центъра и отстрани 18 ΙΣ и ΧΣ 90. Църквата пострадва при пожар в 1985 година и по-късно е възстановена.
В архитектурно отношение е еднокорабен храм с дървен покрив и външни размери 7,58 / 5,95 m и дебелина на стената от 0,80 m. Вратата е двойна дървена с праг, по-висока една стъпка по отношение на терена и равна на нивото на храма. Храмът е осветен от три южни прозореца, от които единият е в Светилището, както и два северни. Подът е от плочи. Иконостасът е дъсчен с две врати. Паната са таблични, разделени с колонки. Има пет царски икони: северна врата, „Свети Безсребреници“ (1891), „Света Богородица“ (1891), царските двери, „Христос Вседържител“ (1891), „Свети Йоан Кръстител“, „Света Неделя, Марина и Варвара“. Има и дванадесет малки икони, наклонени, разделени от колонки. Олтарното пространство е също покрито с плоци, а олтарът е мраморен, което заедно със свързването на стените с греда, говори за средновековна фаза на храма. Протезисът, диакониконът и северната конха са полукръгли.